# Zielona (gromada w powiecie ciechanowskim)
Zielona – dawna gromada, czyli najmniejsza jednostka podziału terytorialnego Polskiej Rzeczypospolitej Ludowej w latach 1954–1972.
Gromady, z gromadzkimi radami narodowymi (GRN) jako organami władzy najniższego stopnia na wsi, funkcjonowały od reformy reorganizującej administrację wiejską przeprowadzonej jesienią 1954 do momentu ich zniesienia z dniem 1 stycznia 1973, tym samym wypierając organizację gminną w latach 1954–1972.
Gromadę Zielona z siedzibą GRN w Zielonej utworzono – jako jedną z 8759 gromad na obszarze Polski – w powiecie ciechanowskim w woj. warszawskim, na mocy uchwały nr VI/10/1/54 WRN w Warszawie z dnia 5 października 1954. W skład jednostki weszły obszary dotychczasowych gromad Brzozowo Małe, Brzozowo Wielkie, Grabowo-Gęsie i Zielona ze zniesionej gminy Bartołdy oraz obszary dotychczasowych gromad Żbiki-Kierzki i Żbiki-Gawronki() ze zniesionej gminy Krasne w tymże powiecie. Dla gromady ustalono 13 członków gromadzkiej rady narodowej.
31 grudnia 1961 gromadę zniesiono, włączając jej obszar do gromad: Pęczki-Kozłowo (wsie Brzozowo Małe, Brzozowo Wielkie, Zielona i Żmijewo), Krasne (wsie Żbiki-Gawronki i Żbiki-Kierzki) i Kołaczków (wieś Grabowo Wielkie) w tymże powiecie.
Uwaga: Zielona leży obecnie w powiecie przasnyskim; nie mylić z drugą Zieloną, obecnie w powiecie ciechanowskim (do 1954 w powiecie płońskim, a następnie – wchodząc w skład gromady Nowa Wieś – w ciechanowskim).